# Ottobratica
L'Ottobratica è una varietà di olivo originaria della Calabria e diffusa in gran parte del territorio regionale, anche se prevalentemente nella città metropolitana di Reggio Calabria, piana di Rosarno

## Caratteristiche

### Produzione e olio
Il profilo sensoriale dell'olio è caratterizzato da un giallo dorato intenso dai riflessi verdi. Ha profumi fruttati medio-leggeri. Al palato è morbido ed avvolgente, ha dei toni mandorlati.